# Stanisław Thiel

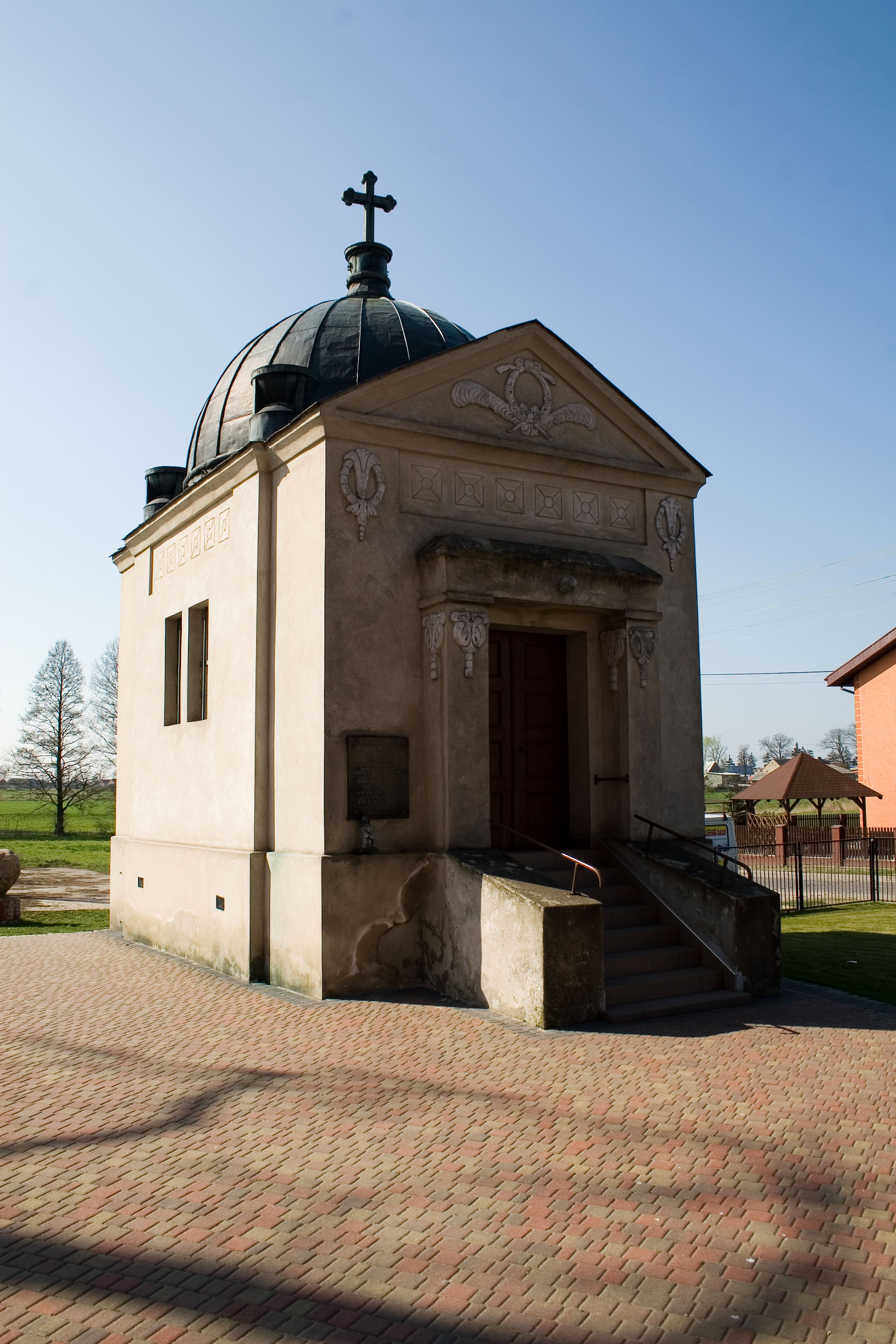
Grobowiec w Doruchowie w którym pochowany jest Stanisław Thiel

Stanisław Łucjan Thiel ps. „Przemysław”, „Stanisław Dąbrowski” (ur. 20 października 1881 we Wrocławiu, zm. 9 października 1943 w Warszawie) – pułkownik piechoty Wojska Polskiego, kawaler Orderu Virtuti Militari.

## Młodość
Urodził się 20 października 1881 we Wrocławiu, w rodzinie Kazimierza (1834–1913), radcy sądowego i ziemianina, i Józefy z Frezerów h. Alabanda (1843–1905). Jego dziadkiem ze strony matki był Franciszek Ludwik Frezer. We Wrocławiu ukończył gimnazjum. Następnie od 1 kwietnia 1901 do 31 marca 1902 odbywał jednoroczną służbę wojskową w 6 pułku artylerii polowej armii niemieckiej. Po dwukrotnych ćwiczeniach wojskowych (w okresie maj–czerwiec 1903 oraz sierpień–wrzesień 1905) uzyskał kwalifikacje oficera rezerwy. Od 1902 objął majątek rodzinny Doruchów w pow. ostrzeszowskim. Od 1 kwietnia 1902 do 30 września 1903 przebywał na praktyce rolniczej, początkowo na Śląsku, później na Pomorzu. 1 października 1903 rozpoczął studia na Wydziale Rolniczym Uniwersytetu Wrocławskiego, które kontynuował do 31 marca 1906, zaliczając 5 semestrów.

## Udział w I wojnie światowej i powstaniu wielkopolskim
W sierpniu 1914 został powołany do armii niemieckiej, w której początkowo służył w zapasowym szwadronie taborów w Poznaniu (od 4 sierpnia do 11 września), a następnie w oddziale pontonowym (od 16 września 1914 do 16 lutego 1915). W grudniu 1914 otrzymał awans na stopień podporucznika. W lutym 1915 objął dowództwo oddziału pontonowego i wziął udział w walkach na froncie. Od 16 lutego 1916 służył w sztabie 119 DP. Za udział w walkach na terenie Francji i Rosji został odznaczony Krzyżem Żelaznym I i II klasy. Awansował do stopnia kapitana. W listopadzie 1918 otrzymał urlop i wrócił do Doruchowa. Tam zetknął się z polskim ruchem niepodległościowym. Po wybuchu powstania w Wielkopolsce, na jednogłośne życzenie Ostrzeszowskiej Rady Ludowej, 6 stycznia 1919 Stanisław Thiel objął dowództwo lokalnego odcinka frontu, a następnie został mianowany dowódcą sił na odcinku ostrzeszowsko–kępińskim. Thiel bez pomocy z zewnątrz zorganizował batalion ostrzeszowski, który składał się z około 700 ludzi. Z batalionem przeciwstawiał się niemieckiemu Grenzschutzowi tocząc zwycięskie potyczki z Niemcami: 14–15 stycznia 1919 w rejonie Kobylej Góry i Ligoty; 19 stycznia na linii Parzynów–Rogaszyce oraz 29 stycznia pod Torzeńcem. Od kwietnia 1919 był dowódcą III batalionu 12 pułku Strzelców Wielkopolskich, a od lipca 11 pułku. Przy pomocy posiłków z Ostrowa stoczył 18 lutego potyczkę w Korzeniu pod Kępnem. Po podpisaniu zawieszenia broni 16 lutego 1919 w Trewirze toczył jeszcze na odcinku kępińskim drobne potyczki z wrogiem. Batalion, wchodzący w skład 12 pułku strzelców, osłaniał linię demarkacyjną. Por. S. Thiel dekretem Naczelnej Rady Ludowej, zwierzchniej władzy w wyzwolonej Wielkopolsce, z dnia 13 kwietnia 1919 został mianowany porucznikiem, a następnie kapitanem wojsk wielkopolskich, zaś w czerwcu tego roku NRL przyznał mu stopień kapitana ze starszeństwem z dniem 1 marca 1914 i tym samym dekretem awansował go na majora ze starszeństwem od 1 marca 1918. W sierpniu 1919 mjr S. Thiel objął dowództwo 11 pułku Strzelców Wielkopolskich. Do grudnia 1919 pułk pełnił służbę graniczną na linii demarkacyjnej pod Kępnem, od Wieruszewa do Sulmierzyc, a następnie 17 stycznia 1920 Stanisław Thiel wkroczył do Kępna na czele 11 pułku Strzelców Wielkopolskich przyłączając je wraz z okolicą do Polski.

## Walki z bolszewikami
Pod koniec stycznia 1920 pułk (przemianowany 5 lutego na 69 pułk piechoty wielkopolskiej) został przerzucony na front wschodni (w okolice Lidy, później Borysowa). Tam razem z I batalionem 70 pułku piechoty i dywizjonem 17 pułku Ułanów Wielkopolskich wszedł w skład Grupy mjr. Thiela i obsadził przedmoście na wschodnim brzegu Berezyny. Rozkazem Naczelnego Dowództwa z 10 kwietnia 1920 mjr Thiel odszedł z dowództwa pułku i do 3 czerwca tego roku pełnił funkcję zastępcy szefa Departamentu I Ministerstwa Spraw Wojskowych w Warszawie. 22 maja 1920 został zatwierdzony z dniem 1 kwietnia 1920 w stopniu pułkownika piechoty, w grupie oficerów byłej armii niemieckiej. Następnie, na własną prośbę, objął ponownie dowództwo 69 pułku piechoty. W czerwcu objął dowództwo XXXIII Brygady Piechoty. Brał udział w walkach odwrotowych wojsk polskich, m.in. 10 lipca pod Wilejką, powstrzymując na czele sztabu, nacierającego nieprzyjaciela, następnie 25 lipca nad Świsłoczą, w rejonie Krynki – Kruszyniany, wreszcie 15 sierpnia atakował bolszewików z fortów Modlina pod wioską Toruniem.

## Dalsza kariera wojskowa i cywilna
Po zawarciu pokoju ryskiego w 1921 w dalszym ciągu dowodził XXXIII Brygadą Piechoty, a jego oddziałem macierzystym był 69 pułk piechoty. Równocześnie, w okresie od 18 stycznia do 18 lutego i od 14 lipca do 11 sierpnia 1921 pełnił obowiązki dowódcy 17 Dywizji Piechoty. 1 października 1921 został wyznaczony na stanowisko dowódcy piechoty dywizyjnej 17 Dywizji Piechoty. Od 13 grudnia 1921 do stycznia 1922 był przewodniczącym Komisji Weryfikacyjnej dla oficerów byłej armii niemieckiej. W maju 1922 przeszedł na własną prośbę do rezerwy i objął administrację majątku Doruchów. W 1923 otrzymał Honorowe Obywatelstwo Ostrzeszowa.
Jako oficer rezerwy pozostawał w ewidencji 69 pułku piechoty. 8 stycznia 1924 został zatwierdzony w stopniu pułkownika ze starszeństwem z dniem 1 czerwca 1919 i 11. lokatą w korpusie oficerów piechoty. Z dniem 31 grudnia 1931 został przeniesiony z rezerwy do pospolitego ruszenia. 21 marca 1933 został włączony do Oficerskiej Kadry Okręgu Korpusu Nr VII. Pozostawał w ewidencji Powiatowej Komendy Uzupełnień Ostrów Wielkopolski. W 1934 był „przewidziany do użycia w czasie wojny”. Po przejściu do życia cywilnego był czynnym działaczem Stronnictwa Narodowego, pełnił też szereg ważnych funkcji społecznych.

## Udział w konspiracji w NOW i NSZ
Po agresji niemieckiej na Polskę 1 września 1939 opuścił wraz z rodziną Doruchów i w czasie działań wojennych przebywał na Podlasiu. Na początku października 1939 powrócił w rodzinne strony, gdzie został aresztowany przez Niemców wraz z żoną i trójką z czworga dzieci pod zarzutem ukrycia broni. Początkowo był więziony w Ostrzeszowie, następnie w Forcie VII w Poznaniu. Według rodzinnej tradycji, nieuchronnego wyroku śmierci uniknął dzięki interwencji towarzysza broni z okresu I wojny światowej, gen. Waltera von Reichenau. Z więzienia został zwolniony w lutym 1940, po czym wyjechał pod przybranym nazwiskiem Stanisław Dąbrowski do Generalnego Gubernatorstwa. Płk Stanisław Thiel natychmiast włączył się w nurt pracy niepodległościowej i został członkiem Narodowej Organizacji Wojskowej. Ten okres jego działalności jest owiany mgłą tajemnicy. Nie wiadomo, kiedy wszedł do tej organizacji oraz jaką pełnił w niej funkcję. Jako przeciwnik scalenia NOW z AK, w połowie 1942 wszedł w skład Narodowych Sił Zbrojnych. Objął wówczas dowództwo Inspektoratu Ziem Zachodnich z siedzibą w Warszawie, koordynując działalność okręgów: X – Poznań, XI – Pomorze, IX – Łódź, VIII – Śląsk i VI – Częstochowa. Pracował pod pseudonimem „Przemysław”. Utrzymywał ścisłe kontakty z szefem Oddziału III KG NSZ, płk. Tadeuszem Boguszewskim ps. „Wacław”. Włożył także duży wkład pracy w szkolenie kadr. Miał nadzór nad podchorążówką IZZ prowadzoną przez kpt. Jana Muca ps. „Mnich”. Był także inicjatorem kursów policyjnych mających na celu przygotowanie oficerów NSZ do roli organizatorów policji w okresie przejściowym tj. po opuszczeniu ziem zachodnich przez Niemców.

## Epilog
Zmarł nagle w Warszawie 9 października 1943 na skutek szoku spowodowanego widokiem zmarłej 2 dni wcześniej córki Katarzyny. 1 stycznia 1944, na wniosek Komendanta Głównego NSZ, płk. dypl. Tadeusza Kurcyusza ps. „Mars”, „Żegota”, został awansowany pośmiertnie przez Prezydium Tymczasowej Narodowej Rady Politycznej do stopnia generała brygady ze starszeństwem z dniem 1 września 1939. Został pochowany początkowo na Cmentarzu Wojskowym na Powązkach w Warszawie, zaś po latach staraniem syna Kazimierza (jedynego z czwórki dzieci, który przeżył wojnę) złożony 18 listopada 1965 w grobie rodzinnym w Doruchowie.
Tragicznie potoczyły się losy pozostałych członków najbliższej rodziny. Żona Maria Thiel (1886–1940), aresztowana podczas próby przekroczenia granicy III Rzeszy, zmarła w więziennym szpitalu w obozie w Łodzi, pod nazwiskiem Apolonia Falkiewicz. Syn Stanisław (1920–1944) zginął zamordowany w obozie koncentracyjnym, córka Katarzyna (1920–1943) zmarła na gruźlicę, natomiast Krystyna (1922–1944) zginęła w powstaniu warszawskim 15 sierpnia 1944.
Jego szwagierką była Zofia Żychlińska.

## Ordery i odznaczenia
- Krzyż Srebrny Orderu Wojskowego Virtuti Militari (1921)[15]
- Krzyż Niepodległości (20 lipca 1932)[16][17]
- Krzyż Walecznych (czterokrotnie, 1921)[18][19]
- Złoty Krzyż Zasługi (dwukrotnie: 28 lipca 1928[20], 15 czerwca 1939[21])
- Kawaler Orderu Legii Honorowej (Francja, 1921 – zezwolenie Naczelnika Państwa)[22]
- Krzyż Żelazny I Klasy (Cesarstwo Niemieckie)
- Krzyż Żelazny II Klasy (Cesarstwo Niemieckie)

## Upamiętnienie
11 czerwca 2018 w parku miejskim w Ostrzeszowie została odsłonięta poświęcona mu tablica pamiątkowa.